# پال مان
پال مان (انگلیسی: Paul Mann؛ ‏ ۲ دسامبر ۱۹۱۳ – ۲۴ سپتامبر ۱۹۸۵) بازیگر و مربی بازیگری اهل کانادا بود. از جمله کسانی که در مدرسهٔ بازیگری او فارغ‌اتحصیل شدند، می‌توان به روبی دی، بیلی دی ویلیامز، اوسی دیویس، سیدنی پوآتیه، ال لویس و ویک مورو اشاره کرد.
از فیلم‌ها یا برنامه‌های تلویزیونی که وی در آن نقش داشته است، می‌توان به ویولن‌زن روی بام و آمریکا آمریکا اشاره کرد که وی را نامزد دریافت جایزه گلدن گلوب بهترین بازیگر نقش مکمل مرد نمود.